# Bednáreček
Bednáreček (en allemand : Klein Bernharz) est une commune du district de Jindřichův Hradec, dans la région de Bohême-du-Sud, en République tchèque. Sa population s'élevait à 181 habitants en 2020.

## Géographie
Bednáreček se trouve à 13 km au nord-est de Jindřichův Hradec, à 55 km au nord-est de České Budějovice et à 109 km au sud-sud-est de Prague.
La commune est limitée par Jarošov nad Nežárkou et Žirovnice au nord, par Popelín à l'est, par Strmilov au sud, et par Bednárec et Kamenný Malíkov à l'ouest.

## Histoire
La première mention écrite du village date de 1499.